# بروناي للغاز الطبيعي المسال
بروناي للغاز الطبيعي المسال ( BLNG ) هو مصنع للغاز الطبيعي المسال في لوموت في بروناي . أنشئ في عام 1969 وافتتح في عام 1973، وكان أول مصنع للغاز الطبيعي المسال في غرب المحيط الهادئ. شركة التشغيل - بروناي للغاز الطبيعي المسال - مملوكة من قبل حكومة بروناي (50 ٪)، وشركة شل لما وراء البحار للتجارة المحدودة وشركة ميتسوبيشي (وكلاهما 25 ٪). تدير الشركة خمسة قطارات للغاز الطبيعي المسال وتنتج 6.71  مليون طن كل عام من الغاز الطبيعي المسال. لديها ما يقرب من 500 فرد.
يستخدم المرفق عملية (AP-C3MR) من منتجات الهواء والكيماويات ويحتوي على ثلاثة صهاريج تخزين للغاز الطبيعي المسال قادرة على استيعاب 195,000 متر مكعب (6,900,000 قدم3).[بحاجة لمصدر]

تدير سبع ناقلات للغاز الطبيعي المسال من خلال شركة المشروع المشترك بروناي شل لناقلات الغاز. تم تسليم أول أربع ناقلات في الفترة ما بين أكتوبر 1972 وأكتوبر 1975، بسعة تخزين قصوى تبلغ 77,731 متر مكعب (2,745,000 قدم3). تم بناء هذه السفن الأقدم في فرنسا. تم بناء السفن الثلاث الأحدث في كوريا (أمالي /أركات) واليابان (أبادي) بواسطة دايو لبناء السفن والهندسة البحرية و هيونداي للصناعات الثقيلة | ميتشوبيشي ناجازاكي على التوالي. تم تسليم أول هذه السفن الثلاث في يونيو 2002، مع تسليم أحدث سفينة، أمادي، في يوليو 2011. هذه السفن تحمل ما بين 135,000 و 148,000 متر مكعب (4,800,000 و 5,200,000 قدم3) من الغاز الطبيعي المسال بشكل جماعي.

## روابط خارجية
- موقع الشركة الألكتروني